# Schlacht von Thyatira
In der Schlacht von Thyatira besiegten im Frühjahr 366 die Truppen des römischen Kaisers Valens den Gegenkaiser Procopius.
Am 28. September 365 hatte sich Procopius in Konstantinopel zum Kaiser ausrufen lassen. Im Jahr darauf kam es zum offenen Kampf mit dem rechtmäßigen Augustus Valens. Die von den Heermeistern Gomoarius und Agilo geführten Truppen des Usurpators, darunter wohl auch zur Hilfe gerufene Goten, trafen bei Thyatira in Lydien auf die Armee des Kaisers. Procopius schien zunächst die Oberhand zu behalten, wurde dann aber von seinen Generälen im Stich gelassen, so dass Valens siegreich aus der Schlacht hervorging. Bei Nakoleia in Phrygien wurde Procopius am 27. Mai endgültig besiegt und tags darauf hingerichtet.